# NGC 207
NGC 207 ist eine Balken-Spiralgalaxie mit ausgedehnten Sternentstehungsgebieten vom Hubble-Typ SBb im Sternbild Walfisch südlich der Ekliptik. Sie ist schätzungsweise 180 Millionen Lichtjahre von der Milchstraße entfernt und hat einen Durchmesser von etwa 45.000 Lj.

Im selben Himmelsareal befinden sich u. a. die Galaxien NGC 178, NGC 187, NGC 210, IC 41.
Die Typ-Ic-Supernova SN 2005ct wurde hier beobachtet.
Das Objekt wurde am 7. Dezember 1857 von dem irischen Astronomen R. J. Mitchell, einem Assistenten von William Parsons, entdeckt.